# Ohtja järv
Ohtja järv är en sjö på ön Ösel i Estland. Den låg i Mustjala kommun som 2017 slogs samman med övriga kommuner på ön och bildade Ösels kommun. Ohtja järv ligger 19 meter över havet och avvattnas av ett biflöde till Tirtsi jõgi. Efter dräneringsarbeten på 1950-talet har sjön nästan helt försvunnit och består idag mestadels av sumpmark som benämns Ohtja soo. Dess area är 0,001 kvadratkilometer.